# Inglês vernáculo afro-americano
Inglês vernáculo afro-americano (IVAA), também conhecido como inglês afro-americano, ou menos precisamente como inglês de negro, vernáculo de negro, inglês vernáculo de negro, Ebonics, inglês negro, é uma variedade afro-americana (dialeto, etnoleto, socioleto) do inglês estadunidense. Sua pronúncia, sob alguns pontos de vista, é similar ao inglês estadunidense sulista, que é falado por muitos afro-americanos e muitos não afro-americanos nos Estados Unidos. Existe pouca variação entre os que falam IVAA. Diversos estudiosos das línguas crioulas, incluindo William Stewart, John Dillard e John Rickford, debatem que IVAA tem muitas características em comum com as línguas crioulas faladas pelas pessoas negras em grande parte do mundo e que o próprio IVAA é uma língua crioula. Já foi sugerido que IVAA possui estruturas gramaticais em comum com línguas africanas do oeste da África ou até que IVAA é melhor descrita como uma língua baseada nos idiomas africanos, mas com palavras da língua inglesa. Quem fala inglês vernáculo afro-americano é geralmente bidialetal. Assim como todas as formas linguísticas, o seu uso é influenciado pela idade, pela posição social, pelo assunto e pelo ambiente. Existem muitos usos literários dessa variedade de inglês, especialmente em literatura afro-americana.